# Raymond James Stadium
Raymond James Stadium is een multifunctioneel stadion, waarin 65.890 zitplaatsen zijn. Het stadion staat in Tampa, Florida.
Het stadion wordt gebruikt door verschillende sportteams uit de stad Tampa. South Florida Bulls football dat uitkomt in de National Collegiate Athletic Association en Outback Bowl dat ook speelt in de National Collegiate Athletic Association.

## CONCACAF Gold Cup
Dit stadion is verschillende keren uitgekozen als gaststadion tijdens een toernooi om de Gold Cup, het voetbaltoernooi voor landenteams van de CONCACAF. Tijdens de Gold Cup van 2011 en 2017 was dit stadion een van de stadions waar voetbalwedstrijden werden gespeeld.
| 1 | 11 juni 2011 | Canada – Guadeloupe           | 1 – 0 | Groepsfase | 27.731 |  |  |
| 2 | 11 juni 2011 | Verenigde Staten – Panama     | 1 – 2 | Groepsfase | 27.731 |  |  |
|   |              |                               |       |            |        |  |  |
| 3 | 12 juli 2017 | Panama – Nicaragua            | 2 – 1 | Groepsfase | 23.368 |  |  |
| 4 | 12 juli 2017 | Verenigde Staten – Martinique | 3 – 2 | Groepsfase | 23.368 |  |  |